# 聚焦离子束

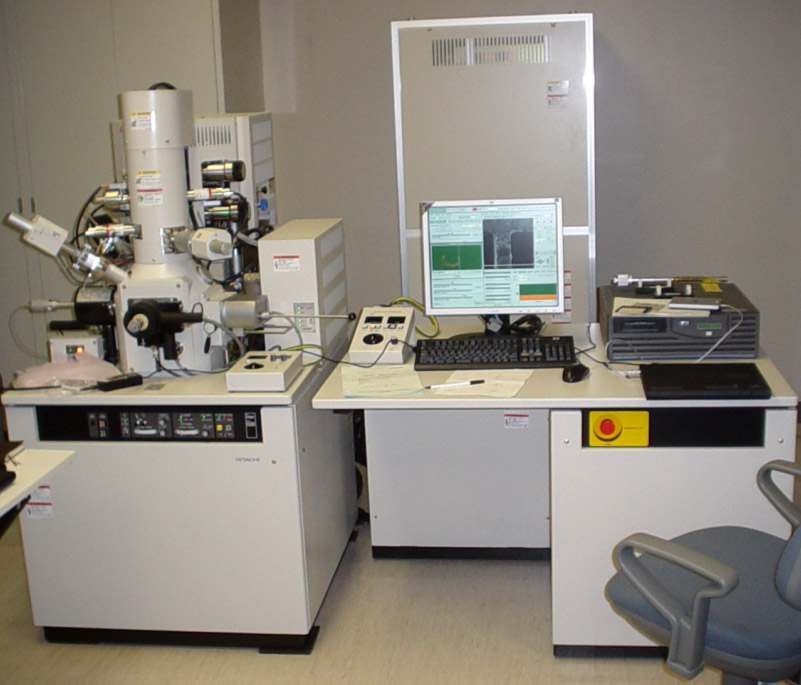
FIB工作站

聚焦离子束（英语：Focused Ion Beam，简称FIB）是一种主要应用于半导体工业、材料科学，并日益广泛用于生物领域的技术，可用于特定区域的分析、沉积与燒蝕。FIB设备是一种科学仪器，其外形类似于扫描电子显微镜。然而，与SEM利用聚焦电子束对样品成像不同，FIB使用的是聚焦离子束。FIB系统也可与电子束系统集成，形成双束系统，使得同一区域可分别或同时使用离子束与电子束进行观察。FIB不应与用于直写光刻（如质子束写入）的聚焦离子束混淆，这类系统利用不同机制对材料进行改性。

## 离子源
目前广泛应用的FIB仪器多采用液态金属离子源（LMIS），尤以镓离子源最为常见。此外，也有采用金或铱元素的离子源。以镓LMIS为例，液态镓与钨针接触，并在加热后浸润钨针，镓流至针尖，在表面张力与电场力的作用下形成名为泰勒錐的尖锥结构，其锥尖半径极小（约为2纳米）。此极小半径下产生的强電場（超过1×10⁸伏/厘米）会引发镓原子的电离与场致发射。
离子源发出的离子通常被加速至1—50千電子伏（0.16—8.01飛焦耳），并通过静电透镜聚焦至样品表面。LMIS可产生高电流密度且能量分布极窄的离子束。现代FIB设备可以向样品提供数十纳安培的电流，或以纳米量级的束斑成像。
近年来，采用惰性气体等离子体离子源（如氙离子）的FIB设备也已逐步普及。

## 工作原理

FIB的原理

FIB系统自20世纪90年代起被商品化，主要应用于大型半导体制造商。其工作原理与扫描电子显微镜类似，但如其名所示，FIB使用聚焦的离子束（通常为镓离子），在低束流下用于成像，在高束流下用于特定区域的溅射或铣削。
初级离子束（Ga+）撞击样品表面后，会溅射出少量材料，形成二次离子（i+或i-）或中性原子（n0），同时也会激发出二次电子（e-）。当主束在样品表面进行栅格扫描时，通过收集二次电子或溅射离子的信号即可形成图像。
在低束流下，材料的溅射极少，现代FIB系统可实现约5纳米的成像分辨率（受限于镓离子~5纳米的成像分辨率限制及探测器效率）。在高束流下，可高效移除材料，实现亚微米乃至纳米尺度的精密铣削。
若样品为非导体，可使用低能电子淹没枪进行电荷中和。借助正离子束成像正离子，即使是不导电样品也可无需导电涂层而被观察与加工，这点不同于SEM的要求。
FIB的传统主要应用集中于半导体行业，例如缺陷分析、电路修改、光掩模修复及特定位置的透射电子显微镜（TEM）样品制备等已成为标准流程。现代FIB系统具备高分辨率成像能力，结合原位切片技术，在许多情况下可无需额外的SEM即可观察截面结构。不过，在极高分辨率观察及避免对敏感样品损伤时仍需依赖SEM。FIB与SEM合并的双束系统能综合两者优势。

## FIB成像
在低束流下，FIB的成像分辨率可媲美SEM，且FIB的二次电子与二次离子成像模式提供了相较SEM更多优势。

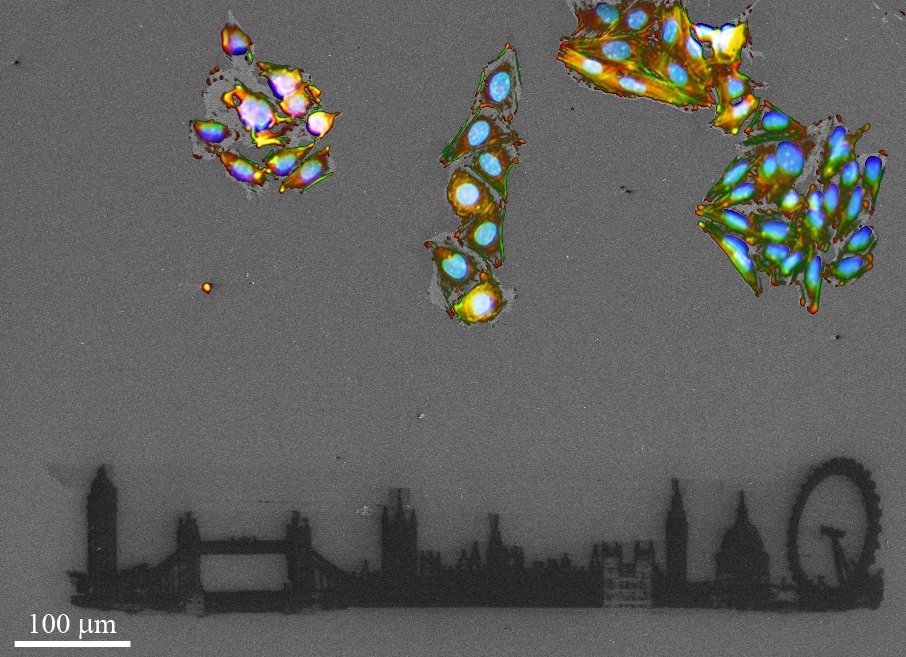
玻璃上细胞的相关光离子显微镜。荧光显微镜获得的彩色图像、扫描离子显微镜获得的黑白图像以及聚焦离子束铣削的伦敦天际线。

FIB二次电子图像在晶粒取向上具有高对比度，使晶粒结构无需化学蚀刻即可观察。通过调节成像参数，也能增强晶界对比度。而FIB二次离子图像则反映材料成分差异，在腐蚀研究中尤为有效，例如某些金属的离子产额在氧气存在下会升高数个数量级，从而清晰揭示腐蚀区域。
FIB的二次电子成像不会干扰荧光标记探针的信号，因此可与荧光显微镜图像进行相关对比，形成光-离子显微相关成像技术。

## 蚀刻与铣削
与电子显微镜不同，FIB在本质上对样品具有破坏性。高能镓离子撞击样品表面时，会溅射原子，同时也将镓离子注入材料表面几纳米深处，造成表面无定形化。
这种溅射能力使FIB成为一种微纳尺度的加工工具，可用于材料的修改与切割。FIB微加工已形成一个独立分支，纳加工仍处于发展阶段。典型最小束斑尺寸为2.5-6纳米，实际可加工结构最小约为10-15纳米，受束斑及材料交互作用影响。
理想的FIB应能逐层原子去除且不影响下层原子结构，但目前加工仍常在亚微米尺度造成表面粗糙化。

## 沉积
FIB亦可用于电子束诱导沉积，即离子束诱导化学气相沉积。如在真空腔中引入六羰基钨气体，该气体可化学吸附在样品表面，束流扫描过程中，前驱体分解为挥发性与非挥发性产物，非挥发部分如钨会沉积在表面。这种金属沉积可形成保护层，防止样品遭受溅射破坏。沉积结构可从纳米至数百微米不等，材料包括钨、铂、钴、碳、金等均可局部沉积。气体辅助沉积与FIB蚀刻常结合使用。
FIB 通常用于半导体行业，以修补或修改现有的半导体设备。例如，在集成电路中，镓束可用于切断不需要的电连接，和/或沉积导电材料以建立连接。半导体的图案化掺杂利用了高水平的表面相互作用。 FIB 也用于无掩模注入。
FIB常用于半导体器件的补丁或修改，例如在集成电路中，镓束可切断不需要的电连接，或沉积导电材料实现连接。此技术也用于无掩膜注入与图案化掺杂。

## TEM样品制备

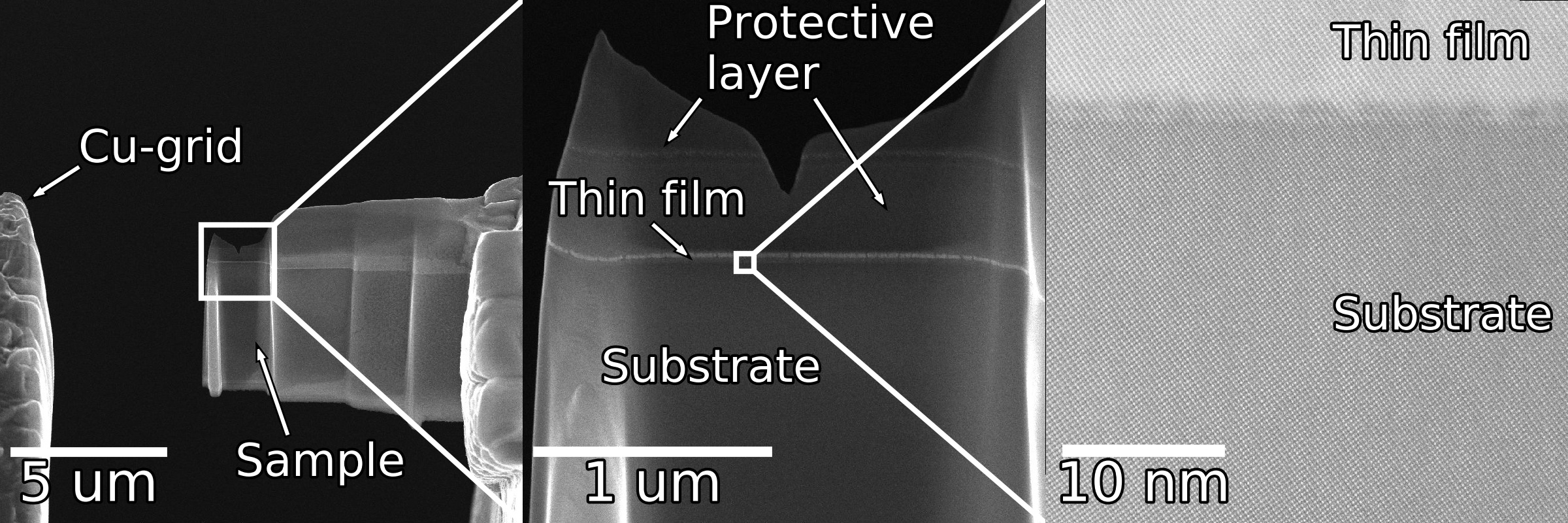
使用FIB制备的TEM样品，以不同的长度比例显示。左边两张图像显示了使用在制备样品的FIB上获取的二次电子对样品进行成像。右图显示使用原子分辨率扫描透射电子显微镜对样本进行成像。

FIB常用于制备透射电子显微镜（TEM）样品。TEM通常需要厚度小于100纳米的超薄样品。尽管也可使用离子铣削、电解抛光等方法制备，但FIB的纳米级精度可选择特定区域（如晶界或缺陷）进行切片，对集成电路失效分析尤为关键。例如若一个芯片中数百万个晶体管中仅有一个失效，只有FIB能精确制备该区域供TEM观察。
此制备流程亦可用于二次离子质谱（SIMS）分析，通过提取特定微区样品。
但FIB制样亦存在缺陷，如前述的表面损伤与离子注入效应，在高分辨率晶格像或能量损失谱等技术下会造成干扰。可通过降低束能或使用低电压氩离子束二次修整来减小损伤。
具备低温功能的FIB仪器可用于冷冻样品（如液体、脂肪等）的横截面分析，适用于生物样品、药物、泡沫、油墨及食品等。
FIB还可用于二次离子质谱（SIMS），利用FIB溅射样品表面后收集与分析喷射出的离子。

## 敏感样品转移
为了在透射电子显微镜（TEM）样品（如薄膜、层片以及其他机械或束敏感样品）转移过程中尽量减少应力和弯曲，在聚焦离子束（FIB）系统内部转移时，可采用柔性金属奈米線连接通常刚性的微操作器。
这种方法的主要优势包括显著缩短样品制备时间（在低束流下可实现快速焊接与切割奈米線），并最大限度地减少应力引起的弯曲、铂污染和离子束损伤。
该技术尤其适用于原位电子显微镜样品的制备。

## 原子探针样品制备
在制备原子探针断层扫描（APT）样品时，可采用与TEM样品制备相同的逐步铣削方法。此时，离子束以环形模式进行铣削，内圈逐渐缩小。随着内圈的减小，通常会降低束流，以避免样品受损或被破坏。

## FIB断层扫描
聚焦离子束技术已成为一种强大的工具，用于在特定区域进行亚微米尺度三维成像。在FIB断层扫描技术中，样品被垂直于表面的离子束逐层铣削，同时利用电子束对新暴露的表面进行成像。此“切片-观察”方法可结合扫描电子显微镜（SEM）中的多种成像模式（包括二次电子、背散射电子及能谱X射线）来表征大尺度纳米结构。由于每次成像后样品都被逐层移除，该过程本质上具有破坏性。采集的一系列图像会通过图像堆栈的配准与伪影去除重建为三维体积。其中，最主要的伪影是离子铣削条纹效应（ion mill curtaining），即图像中形成的大尺度不规则条纹，可通过去条纹算法消除。FIB断层扫描既可在室温，也可在低温下进行，适用于材料和生物样品的三维成像。

## 历史
FIB技术发展简史
- 1975年：Levi-Setti[20][21]及Orloff和Swanson[22]基于场发射技术开发出首批FIB系统，使用气体场离子源（GFIS）。
- 1978年：Seliger等人[23]建造出首个基于液态金属离子源（LMIS）的FIB系统。

LMIS相关物理发展里程碑
- 1600年：Gilbert首次记录高张力液体形成锥形。
- 1914年：Zeleny观察并拍摄液体锥与射流。
- 1959年：理查德·費曼提出使用离子束的设想。
- 1964年：Taylor给出电液动力学中完美锥形解。
- 1975年：Krohn与Ringo开发出首个高亮度离子源：LMIS。

## 氦离子显微镜（HeIM）
商用设备中还出现了一种氦离子源，其对样品的破坏性小于高能镓离子。尽管在高放大倍数和长时间扫描下仍可能引起材料去除，但氦离子由于探针尺寸小，与样品的相互作用远小于1 kV以上电子束，因此能够获得更高对比度、更高景深以及优于或等同分辨率的图像。商用仪器分辨率可低于1纳米。

## FIB系统中的Wien滤波器与质量选择

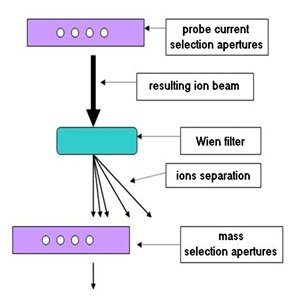
FIB柱中的质量选择

在使用镓离子进行成像与铣削时，通常会在样品表面附近引入镓离子。这些离子随着表面被去除而逐渐深入样品内部，并在表层形成稳定的掺杂剖面。在半导体领域中，这可能导致如硅晶体的非晶化等问题。为了替代镓LMIS源，基于Wien滤波器技术的质量选择离子柱被开发出来。这类源包括Au-Si、Au-Ge、Au-Si-Ge等合金，可产生多种元素（如Si、Cr、Fe、Co、Ni、Ge、In、Sn、Au、Pb等）的离子束。
Wien滤波器的原理是使带电粒子在电场与磁场垂直作用下，只有质量/电荷比合适的粒子路径保持直线，穿过质量选择孔，其余粒子则被偏转出去。
这种设计除了允许使用多种离子源外，还可以通过调节滤波器参数，快速切换离子种类。例如，可先用较重的离子进行快速粗铣，再用较轻的离子精修轮廓。此外，还可利用该技术对样品进行掺杂。
该特性在磁性材料与器件的研究中具有重要意义。Khizroev 和 Litvinov 借助磁力顯微鏡表明，磁性材料对离子束有一定的“临界剂量”，在该剂量以下材料的磁性保持不变。如今，许多新兴技术的发展依赖于快速制备原型纳米级磁性器件，FIB在该领域的独特应用价值尤为突出。

## 相关
- 共聚焦显微镜
- 离子铣削机
- 粉末衍射
- 超快X射线
- X射线晶体学
- X光散射技术